# Живиця Віталій Дмитрович
Віталій Дмитрович Живиця (15 грудня 1937, Сімферополь) — радянський футболіст, який грав на позиції захисника. Відомий за виступами у складі сімферопольської «Таврії» у класі Б та другій групі класу А, за яку зіграв понад 350 матчів в чемпіонаті та Кубку СРСР.

## Клубна кар'єра
Віталій Живиця народився у 1937 році в Сімферополі. Розпочав займатися футболом у рідному місті, з 1957 року грав у місцевій аматорській команді «Буревісник». У 1958 році на основі цієї команди в Сімферополі організували команду класу Б під назвою «Авангард», гравцем якої, разом із Еммануїлом Анброхом, Юрієм Бондарєвим, Анатолієм Глухоєдовим, Володимиром Масальцевим, Володимиром Никоновим, став також і Живиця. Протягом 10 років він був одним із основних гравців захисту сімферопольської команди, яку в 1963 році перейменували на «Таврію», зігравши у складі команди лише в чемпіонатах СРСР 337 матчів, ще 22 матчі зіграв також у Кубку СРСР. У 1962 році Віталій Живиця разом із командою став бронзовим призером першості УРСР. У 1964 та 1965 роках Живиця разом із командою став переможцем зонального турніру класу Б. У 1967 році Віталій Живиця завершив виступи на футбольних полях.

## Після завершення футбольної кар'єри
Після завершення виступів на футбольних полях Віталій Живиця нетривалий час працював дитячим футбольним тренером, після чого тривалий час працював учителем фізкультури в сімферопольських школах.